# Giacomo Del Duca
Pour les articles homonymes, voir Del Duca.
Giacomo Del Duca, également appelé Jacopo Siciliano ou Jacopo Del Duca, né en 1520 à Cefalù en Sicile et mort en 1604 à Messine, est un architecte et sculpteur italien du XVIe siècle de style maniériste.

## Biographie
Giacomo Del Duca est originaire de Sicile, d'où son surnom le Sicilien. Il devient l'assistant de Michel-Ange lorsque celui-ci travaille à la réalisation de la porte Pia du mur d'Aurélien en 1562. De 1570 à 1588, il réalise plusieurs édifices dans Rome.
En 1588, il est nommé architecte de la ville de Messine, en Sicile, où il a construit plusieurs édifices comme la Loge des marchands (it) (1589), tous détruits depuis les tremblements de terre de 1783 et 1908.

## Principales œuvres
- 1570 : le tombeau d'Elena Savelli dans l'archibasilique Saint-Jean de Latran
- 1574 : La porte San Giovanni du mur d'Aurélien à Rome
- 1573-76 : finition de l'église Maria di Loreto du Forum de Trajan (soubassements)
- 1575 : le cloître de la Casa dei Crociferi
- 1575 : l'église Santa Maria in Trivio
- Le grand jardin de Caprarola
- le Palazzo Cornaro (it).
- 1587 : le palais Mattei de la villa Celimontana
- 1589 : la Loge des marchands (it) à Messine

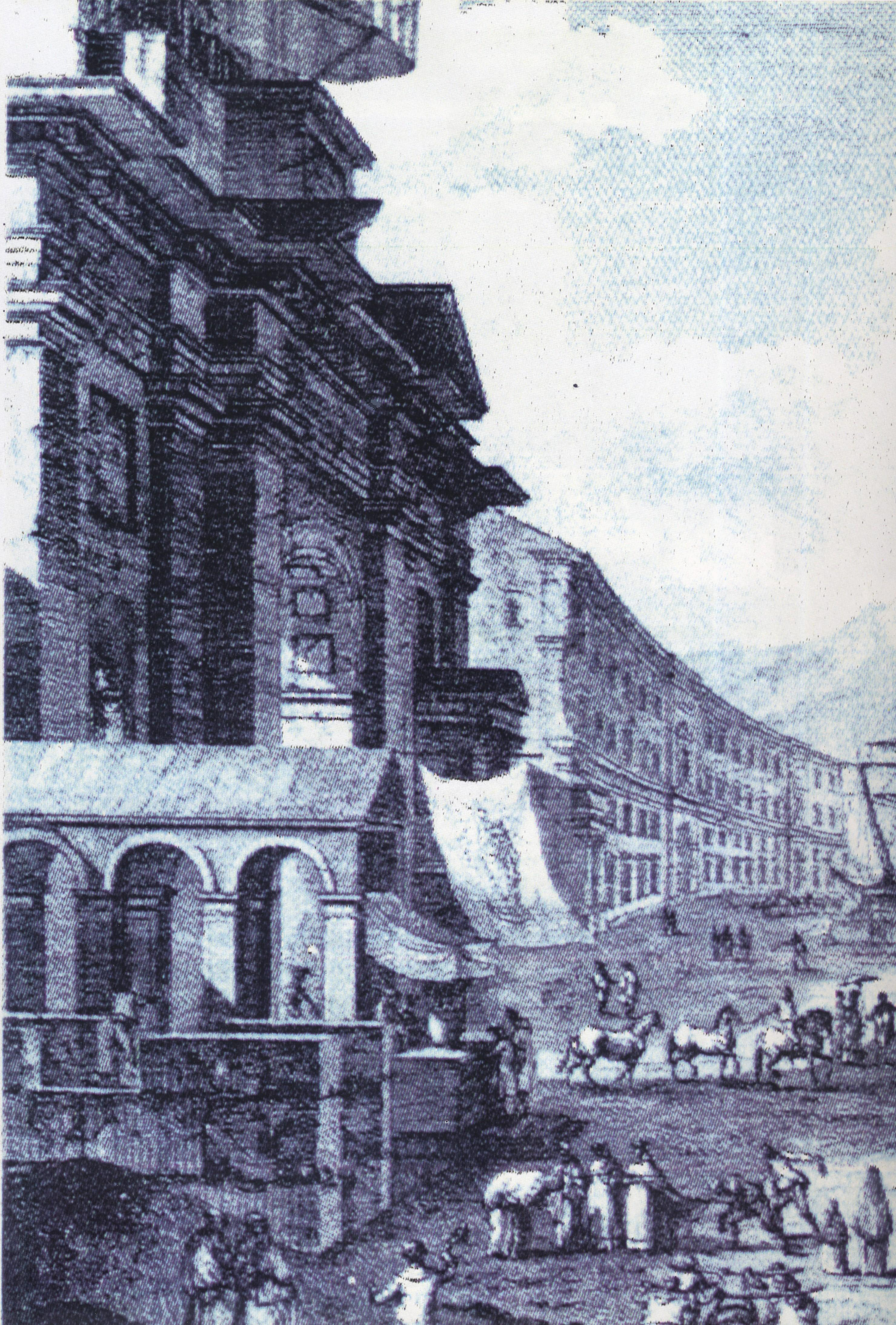
Porta della Loggia un arc de triomphe de la ville de Messine (1589), détruit par le séisme de  1783.
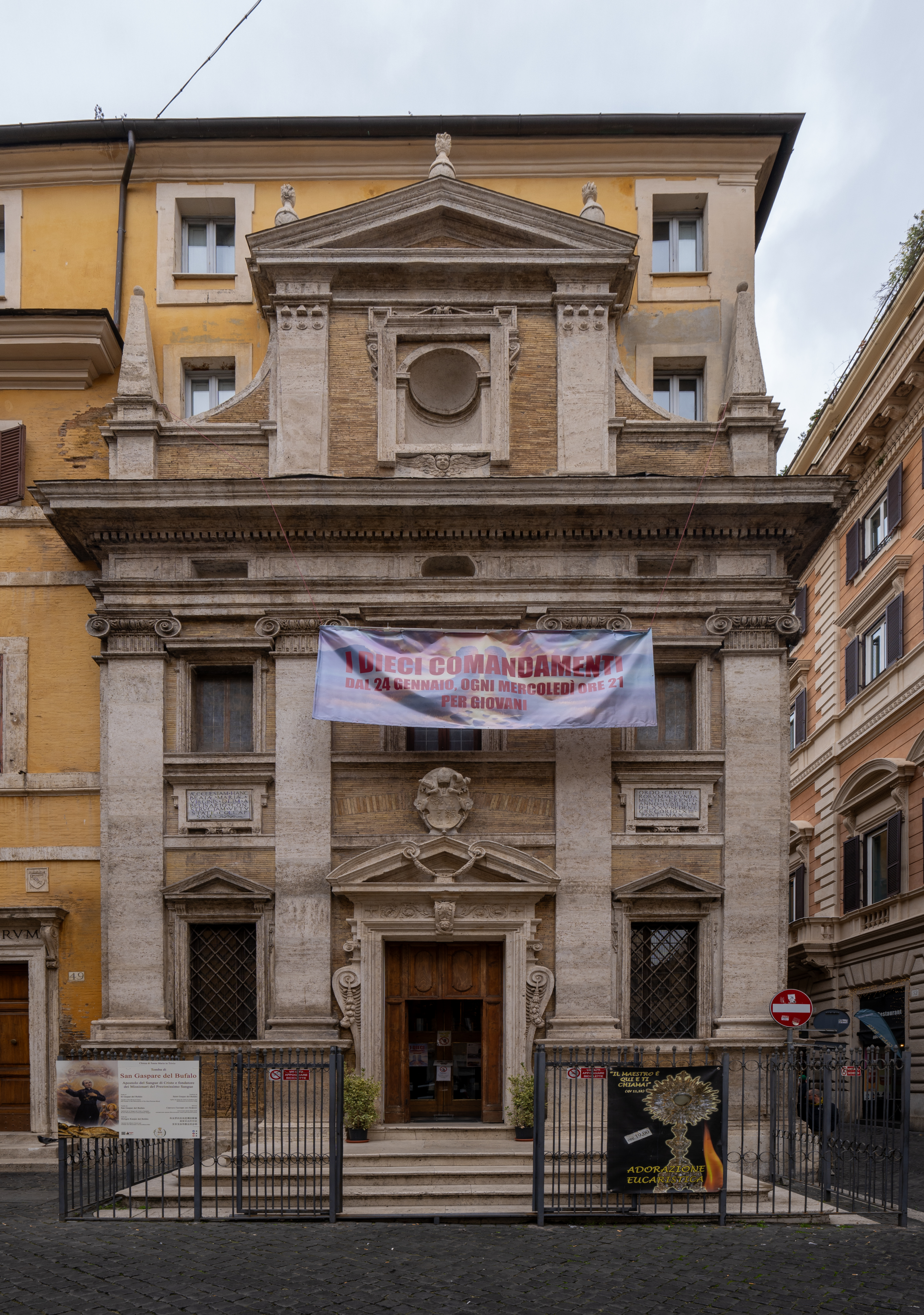
Église Santa Maria in Trivio.
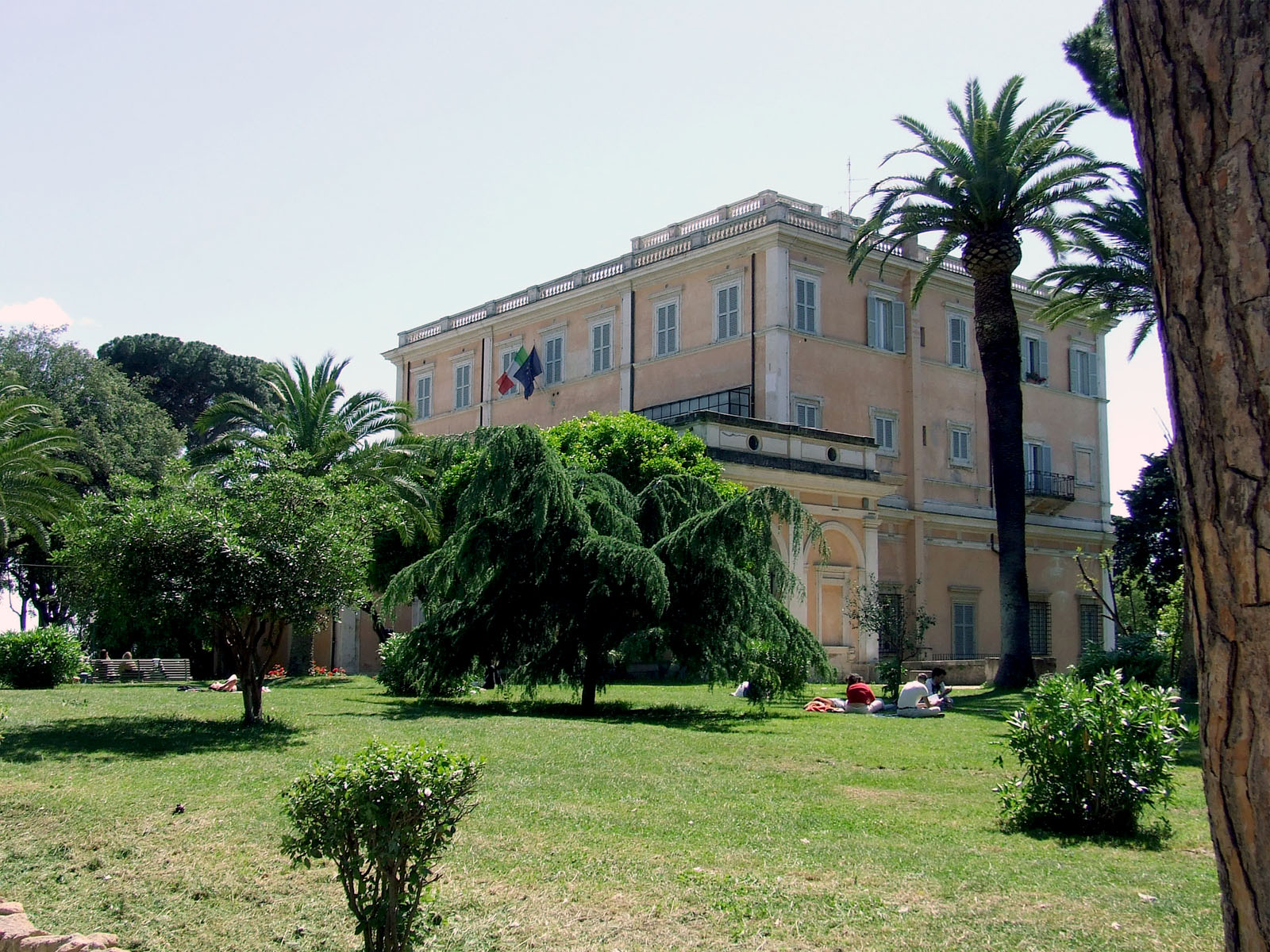
Palazzetto Mattei, Rome.
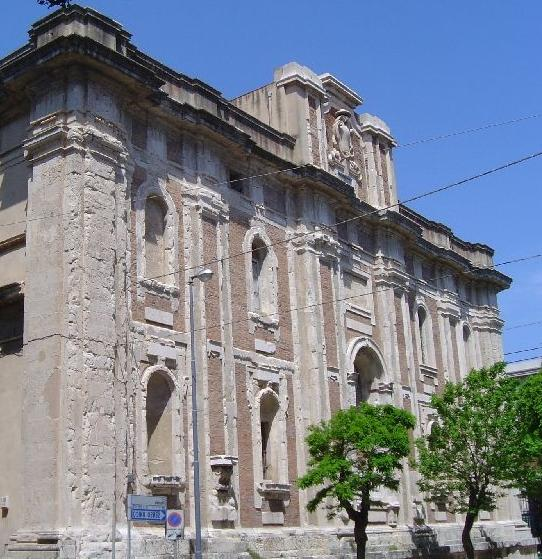
Église San Giovanni di Malta, Messine.
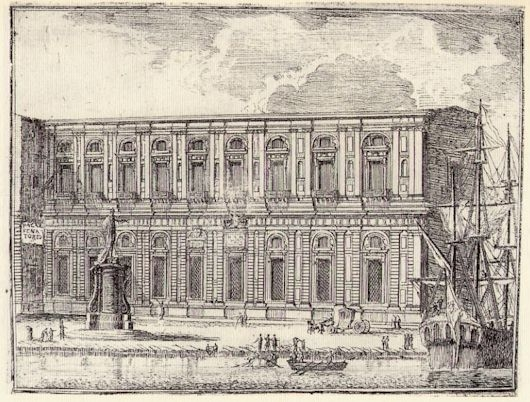
Loggia dei mercanti, Messine (détruite par le séisme de 1783).